# Cătălina Gheorghițoaia
Cătălina Antonia Gheorghițoaia (Bucarest, 19 de junio de 1975) es una deportista rumana que compitió en esgrima, especialista en la modalidad de sable.
Ganó una medalla de plata en el Campeonato Mundial de Esgrima de 2001 y dos medallas en el Campeonato Europeo de Esgrima de 2004. Participó en los Juegos Olímpicos de Atenas 2004, ocupando el cuarto lugar en la prueba individual.

## Palmarés internacional
| Campeonato Mundial | Campeonato Mundial     | Campeonato Mundial | Campeonato Mundial |
| Año                | Lugar                  | Medalla            | Prueba             |
| ------------------ | ---------------------- | ------------------ | ------------------ |
| 2001               | Nimes (Francia)        | Medalla de plata   | Sable por equipos  |
| Campeonato Europeo |                        |                    |                    |
| Año                | Lugar                  | Medalla            | Prueba             |
| 2004               | Copenhague (Dinamarca) | Medalla de plata   | Sable por equipos  |
| 2004               | Copenhague (Dinamarca) | Medalla de bronce  | Sable individual   |